# HMS Kaparen (1933)
HMS Kaparen var en svensk vedettbåt som byggdes på Karlskronavarvet och sjösattes 1933. Hon var systerfartyg till HMS Jägaren, HMS Snapphanen och HMS Väktaren.